# رودني ستيوارت
رودني ستيوارت (بالإنجليزية: Rodney Stewart)‏ هو مجدف أسترالي، ولد في 16 ديسمبر 1949.

## وصلات خارجية
- رودني ستيوارت على موقع الاتحاد الدولي للتجديف (الإنجليزية)